# 中の湯温泉
中の湯温泉（なかのゆおんせん）は、長野県松本市安曇（旧国信濃国）にある温泉。中部山岳国立公園内にある。

## 泉質
- 硫黄泉（旅館）
- 鉄泉（卜伝の湯）

## 概要

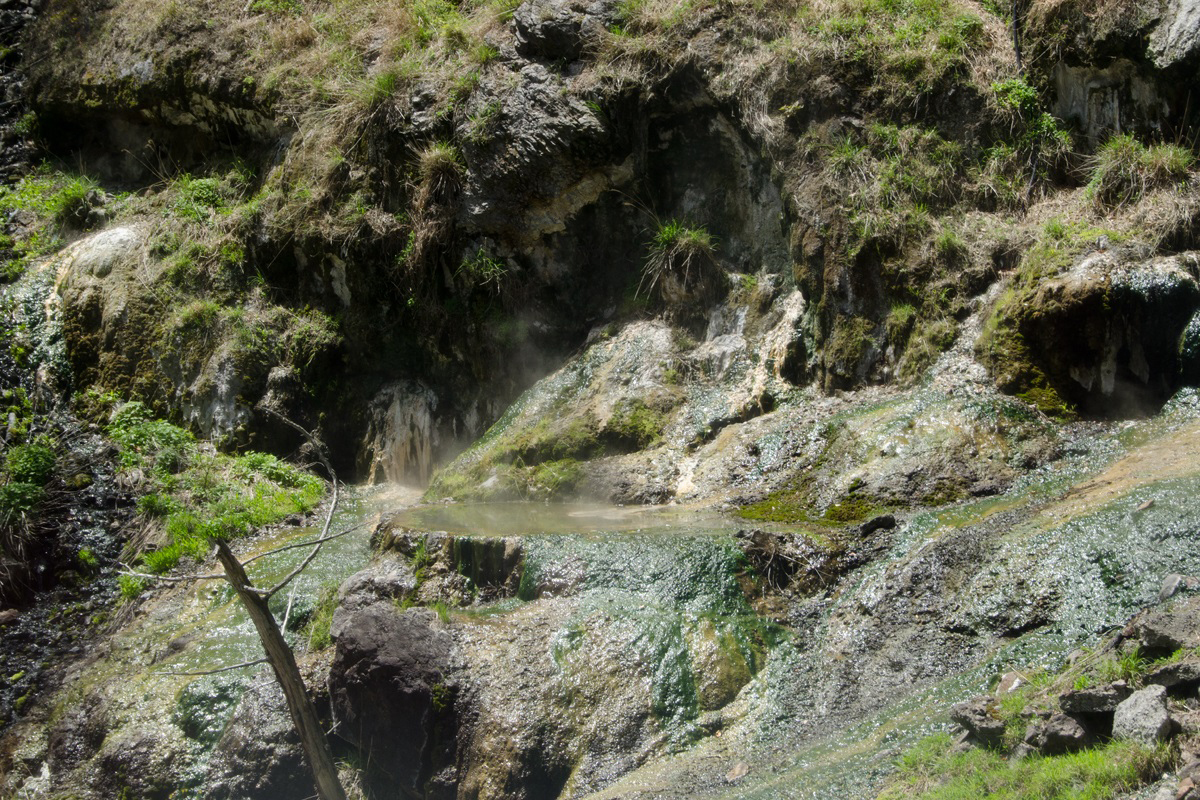
移転前の露天風呂の跡地

旅館は一軒宿の「中の湯温泉旅館」が存在する。上高地観光の拠点になるほか、焼岳登山の中の湯コースの登山基地としても利用価値が高い。近年は閉山後の上高地を徒歩で釜トンネルを通って訪れる人の基地として使用される例も増えている。
一軒宿はかつて、国道158号と上高地への県道の交差点近くに旅館が存在した。現在地への移転は1998年である。
2005年6月まで交互通行だった釜トンネルの信号待ち中、梓川の対岸に存在した旧中の湯温泉の露天風呂に入浴する浴客は、上高地への車窓名物の一つだった。しかし、安房トンネル工事が原因の水蒸気爆発により、安房峠途中の現在地へ移転を余儀なくされた。移転後の現在地からは穂高連峰が遠望できる。
かつての「中の湯温泉旅館」の場所に近い釜トンネル入り口付近には、中の湯売店と、洞窟風呂である「卜伝の湯」（ぼくでんのゆ）が残っている。塚原卜伝がこの地で修行した際に入ったと伝えられることが「卜伝の湯」の名の由来である。「卜伝の湯」は30分単位の貸切りで、入浴希望の宿泊者は予約時間に合わせて旅館から送迎があった。「卜伝の湯」への日帰り入浴は中の湯売店でも受け付けており、空き時間さえあれば外来入浴もできた。しかし2020年3月に通路が崩壊し入浴不可となった。
旧旅館があった梓川沿いの場所は、崖地のあらゆる所で温泉が湧出しており、一帯は湯気と温泉の匂いに包まれている。旧中の湯の源泉とは別の野湯も多く存在する。沢渡温泉の源泉も当地にあるが、旧中の湯の源泉とは別の安房トンネル工事の際に発見された源泉を利用している。旧中の湯の源泉は、現旅館にポンプで汲み上げられるものを除き、全て梓川に放流されている。なお、旅館移転直後に中の湯温泉旅館は移転先でのボーリングを試みたが、熱い源泉が得られず旧源泉のポンプアップで対処している。

## アクセス
- 鉄道・バス

アルピコ交通上高地線新島々駅より上高地行き路線バスで約45分で中の湯バス停へ。
松本バスターミナルから高山濃飛バスセンター行き特急バスで約75分（冬季は特急バスのみ）。
バス停前の「中の湯売店」からは旅館の送迎車を利用。なお、朝は1回だけ旅館から大正池までの送迎がある。
- 道路

安房峠へ通じる国道158号の旧道沿いにある。ただし、冬季（概ね毎年11月中旬から翌年4月下旬頃）は、旅館へ通じる区間を含む旧道が閉鎖されるため、岐阜県（平湯温泉）側および長野県側双方から旅館まで自家用車で直接乗り入れることができない。このため冬季間は中の湯バス停前の「中の湯売店」から旅館に電話をかけ、安房峠道路の中ノ湯インターチェンジの旧道接続部にあるゲート（中の湯ゲート）を開いてもらう必要がある。また、この時期の旅館への乗り入れも4WD車に限定されている。
このため、一帯（松本市安曇中の湯）は日本郵便から交通困難地の指定を受けており、冬季（11月11日から翌4月26日まで）は地外から当地宛に郵便物を送付することは出来ない。